# 芬格斯特
芬格斯特（英語：Fingest）是英國白金漢郡威科姆區西南面一個村莊，與牛津郡之間隔著奇爾特恩丘陵，離高威科姆約六英里遠。

## 名稱由來
芬格斯特的村名最早出現在盎格魯-撒克遜時期，當時稱為Thinghurst，在古英語意思是「樹木叢生的小集鎮」。在16世紀，這個名稱被記錄為「Thingest」，然後改為「Fingest」至今。

## 外部連結
1. ↑  Watts, Victor (编), , , Cambridge University Press, 2010